# Lakeville (Maine)
Lakeville es un pueblo ubicado en el condado de Penobscot en el estado estadounidense de Maine. En el Censo de 2010 tenía una población de 105 habitantes y una densidad poblacional de 0,62 personas por km².

## Geografía
Lakeville se encuentra ubicado en las coordenadas 45°18′11″N 68°5′11″O / 45.30306, -68.08639. Según la Oficina del Censo de los Estados Unidos, Lakeville tiene una superficie total de 170.39 km², de la cual 151.07 km² corresponden a tierra firme y (11.34%) 19.32 km² es agua.

## Demografía
Según el censo de 2010, había 105 personas residiendo en Lakeville. La densidad de población era de 0,62 hab./km². De los 105 habitantes, Lakeville estaba compuesto por el 95.24% blancos, el 0% eran afroamericanos, el 0% eran amerindios, el 2.86% eran asiáticos, el 0% eran isleños del Pacífico, el 0% eran de otras razas y el 1.9% pertenecían a dos o más razas. Del total de la población el 0% eran hispanos o latinos de cualquier raza.